# 임진록: 동토의 여명
《임진록: 동토의 여명》은 임진록 2+ 조선의 반격과 거상의 후속작으로,이전 작과 마찬가지로 임진왜란의 역사를 담고 있으며 거상의 몬스터들을 옮겨와 게임을 만들었다. 거상에서 옮겨온 몬스터들은 앞에 거상이라고 붙어 있었다. 이 게임은 불법 복사와 경제난 때문에 개발이 중지돼 데모 파일로만 남겨져 있다. 데모는 진주성 스테이지만 할 수 있다. 그리고 저장이 불가능하며 미션 실패시 게임이 종료된다.